# Franciscus Sturm
Franciscus Bernardus Sturm (Waterlandkerkje, 23 september 1879 - Roosendaal, 3 april 1955) (ook: F.B. Sturm) was een Nederlands architect. Hij werkte in Roosendaal en overig West-Brabant. Hij ontwierp fabrieksgebouwen, scholen en woningbouwcomplexen, zoals voor de Woningstichting Sint-Joseph te Roosendaal. Ook ontwierp hij enkele kerken en een aantal grotere kloostercomplexen, met name voor de Franciscanessen van Roosendaal, zoals het kloostercomplex Mariadal in Roosendaal. hij ontwierp de volgende kerken: Sint-Bartholomeuskerk in Zevenbergschenhoek, de Heilig Hartkerk in Roosendaal, de H.H.Petrus en Pauluskerk te Dinteloord en de O.L.V.van Fatimakerk te Breda.
Sturm was eerst timmerman en verhuisde in die hoedanigheid in 1899 van Schoondijke naar Roosendaal. Daar ging hij werken bij architectenbureau M. Vergouwen. Later trad hij toe tot architectenbureau Bennaars. Toen de naamgever daarvan stierf in 1924 volgde Sturm hem op.
Franciscus Sturm trouwde in 1908 met Johanna Bruglemans. Zijn zoons Leo Sturm en Constant Sturm werden eveneens architect.

## Bron
- Nederlands Architectuurinstituut